# Морланвельз
Морланве́льз (фр. Morlanwelz [mɔʀ.lɑ̃.we], валлон. Marlanwé) — коммуна в Валлонии, расположенная в провинции Эно, округ Тюен. Принадлежит Французскому языковому сообществу Бельгии. На площади 20,26 км² проживают 18 595 человек (плотность населения — 918 чел./км²), из которых 47,92 % — мужчины и 52,08 % — женщины. Средний годовой доход на душу населения в 2003 году составлял 10 902 евро.
Почтовые коды: 7140, 7141. Телефонный код: 064.